# Volkan Demirel
Volkan Demirel (Istanbul, 27. listopada 1981.) bivši je turski nogometni vratar.
Karijeru je započeo u klubu Kartalspor u kojem je skupio 51 nastup. Godine 2002. prešao je u Fenerbahçe gdje igra i danas, a do sada je skupio 93 nastupa. Debi u novom klubu imao je protiv Samsunspora, a odigrao je i jednu utakmicu za omladinsku momčad Fenerbahçea. 
Uvelike je doprinio uspjehu kluba, kako u domaćoj ligi, tako i u Europi. U četvrtfinalnoj utakmici Lige prvaka 2007/08 protiv Seville, Volkan je obranio čak 3 jedanaesterca tijekom izvođenja istih. Upravo zbog toga ga je UEFA proglasila herojem utakmice, unatoč lošem startu utakmice tijekom kojeg je primio 2 gola u 9 minuta igre.

## Međunarodna karijera
U reprezentaciju je po prvi put pozvan 2004., a sada redovito igra kao prvi vratar reprezentacije. Na tom mjestu je naslijedio legendarnog Rüştüa Reçbera. Izbornik Fatih Terim pozvao ga je na EURO 2008. gdje je u 3 utakmice primio čak 5 pogodaka, no njegova momčad je prošla u četvrtfinale. U trećem kolu faze po skupinama, protiv Češke, Volkan je u 92. minuti dobio crveni karton zbog guranja Jana Kollera. Tu utakmicu Turska je dobila 3:2. Kažnjen je s jednom utakmicom neigranja, pa ga je u utakmici protiv Hrvatske (koju je Turska pobijedila 3:1 nakon izvođenja jedanaesteraca) zamijenio Rüştü Reçber koji je imao nekoliko izvrsnih obrana. No, UEFA je objavila povećanje kazne neigranja na dvije utakmice tako da će Rüştü braniti gol reprezentacije i u polufinalu protiv Njemačke.

## Vanjske poveznice
- Profil fenerbahce.org